# Закон Попица
Закон Попица (англ. Popitz’ law) — закономерность, при которой наблюдается тенденция централизации сбора дохода с течением некоторого времени. Закон был открыт немецким экономистом Йоханнесом Попицем в 1927 году, который утверждал, что с введением децентрализованной налоговой системы как унитарные, так и федеративные страны придут к тому, что финансовая власть будет в руках национальных правительств.

## История
Закономерность была представлена в работе немецкого экономиста Йоханнесом Попицем «Финансовый баланс» в 1927 году. Закономерность подтверждала старый «закон Брюса»: «федерализм — это просто переходный этап на пути к правительственному единству».

## Сущность закона
Закономерность Попица заключается в том, что с введением децентрализованной налоговой системы как унитарные, так и федеративные страны придут к тому, что финансовая власть будет в руках национальных правительств.

## Тестирование закона
ФРГ
В работе «Процесс централизации власти: конституционный взгляд» Ч. Бланкарта 2000 года отмечается, что выборные члены законодательных органов земель Германии во второй половине XX века охотно содействовали процессу, который лишал правительства их земель полномочий в сфере налогообложения. Они поступали таким образом для того, чтобы освободиться от необходимости конкурировать с другими землями в установлении ставок налогов. По существу, центральное правительство помогло организовать «картель» земельных правительств, устранивший конкуренцию в области налогообложения. В 1950 году 40 % всех налоговых поступлений в ФРГ были собраны региональными и местными органами власти, а к 1995 году всего лишь 7 %, поскольку все важнейшие источники налоговых поступлений перешли в ведение федерального правительства.
США
В 1929 году в США федеральные расходы были вдвое меньше расходов штатов и местных органов власти, а уже в 1990-е годы они на 50 % превышают расходы штатов и местных органов власти.
Канада
В работе «Федерализм и рост государственной власти: ревизия» Гроссмана и Уэста за 1994 год отмечается, что картель канадских провинций при участии центрального правительства обеспечил значительное уменьшение различий между ставками налогов в различных провинциях. Для уменьшения бремени конкуренции, ложившегося на провинции вследствие миграции по Тибу, были введены уравнительные гранты, предоставлявшийся федеральным правительством правительствам отдельных провинций. В работе приводятся эконометрические данные, позволяющие связать централизацию государственной деятельности в Канаде с ростом общей величины государственного сектора в этой стране.

## См.также
- Закон Вагнера
- Закон Брехта